# Oktober 1978
Portal Geschichte | Portal Biografien | Aktuelle Ereignisse | Jahreskalender | Tagesartikel

◄ |
19. Jahrhundert |
20. Jahrhundert
| 21. Jahrhundert

◄ |
1940er |
1950er |
1960er |
1970er
| 1980er | 1990er | 2000er | ►

◄ |
1974 |
1975 |
1976 |
1977 |
1978
| 1979 | 1980 | 1981 | 1982 | ►

◄ |
Juli 1978 |
August 1978 |
September 1978 |
Oktober 1978 |
November 1978 |
Dezember 1978 |
Januar 1979 |
►
Dieser Artikel behandelt aktuelle Nachrichten und Ereignisse im Oktober 1978.

## Tagesgeschehen

### Sonntag, 1. Oktober 1978

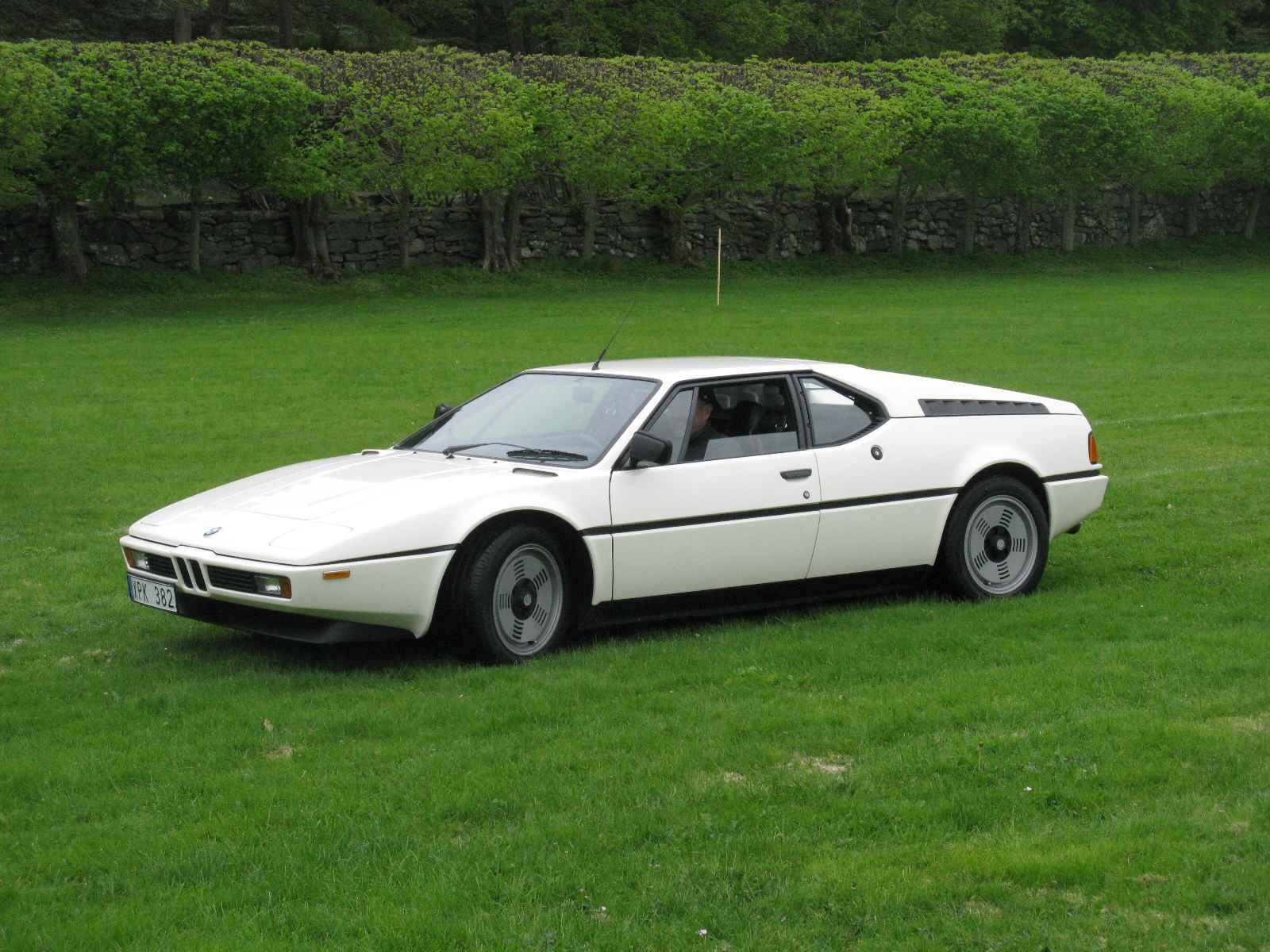
BMW M1

- Paris/Frankreich: Auf der heute eröffneten Automobilmesse Mondial de l’Automobile wird der deutsche Kfz-Hersteller BMW sein Modell M1 vorstellen, mit dem das Unternehmen erstmals das Segment der so genannten „Supersportwagen“ bedienen wird.
- Vaiaku/Tuvalu: Die Britische Monarchie entlässt die Ellies Inseln nördlich von Neuseeland in die Unabhängigkeit. Als parlamentarische Monarchie bleiben die „Acht Inseln“, in der heimischen Sprache „Tuvalu“, im Commonwealth of Nations mit dem Vereinigten Königreich lose verbunden. Nach Nauru ist Tuvalu der zweitkleinste Staat der Erde außerhalb Europas.[1]

### Montag, 2. Oktober 1978
- Japan, Skandinavien, Sowjetunion: Von den genannten Regionen aus ist eine partielle Sonnenfinsternis wahrnehmbar, bei der die Verdeckung der Sonne durch den Mond ihren maximalen Wert mit rund 60 % an der Küste der Ostsibirischen See nahe Tscherski in der Jakutischen Republik erreicht.[2]

### Freitag, 6. Oktober 1978

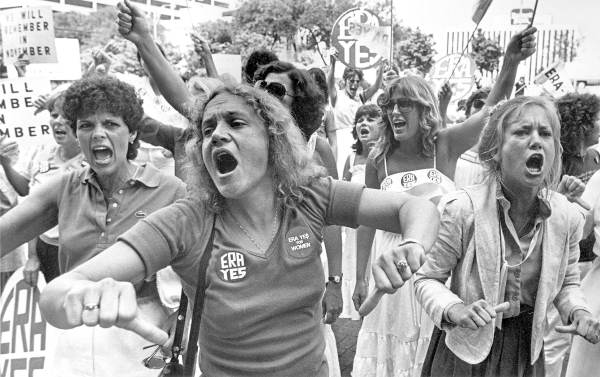
ERA-Aktivistinnen in Florida

- Nadschaf/Irak, Paris/Frankreich: Der vor circa 13 Jahren aus dem Iran verbannte Ajatollah Ruhollah Chomeini verlässt nach einer Intervention des iranischen Diktators Mohammad Reza Pahlavi beim diktatorisch regierenden Staatsoberhaupt des Irak Saddam Hussein den Irak und erreicht die französische Hauptstadt, in der er vorläufig bleiben will. Chomenei verfolgt seit Jahren das Ziel, Pahlavi zu entmachten.[3]
- Washington, D.C./Vereinigte Staaten: Der Senat gewährt den Bundesstaaten eine Fristverlängerung bis zum 30. Juni 1982 für die Anerkennung des „Zusatzartikels über die Gleichberechtigung der Geschlechter“ (ERA) zur Verfassung der Vereinigten Staaten. Das Repräsentantenhaus fasste denselben Beschluss bereits im August. 75 % der Einzelstaaten müssen den Artikel annehmen, damit er Teil der Verfassung wird.[4]

### Sonntag, 8. Oktober 1978

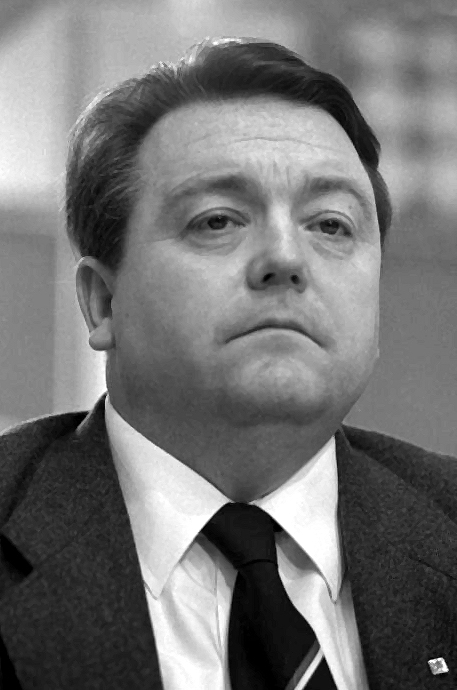
Holger Börner

- Ankara/Türkei: Politisch motivierte Gewalttäter verursachen den Tod von sechs Mitgliedern der Arbeiterpartei.[5]
- Graz/Österreich: Bei der Landtagswahl in der Steiermark verteidigt die ÖVP ihre vor vier Jahren errungene absolute Mehrheit der Stimmen. Wie bei allen Landtagswahlen seit 1957 wird die SPÖ zur zweitstärksten Kraft.[6]
- Wien/Österreich: Bei der Landtags- und Gemeinderatswahl der Hauptstadtregion behauptet die SPÖ die absolute Mehrheit der Stimmen und liegt im Ergebnis 23,43 % vor der ÖVP.[7]
- Wiesbaden/Deutschland: Bei der Landtagswahl in Hessen bestätigen die Wähler die sozialliberale Koalition von Regierungschef Holger Börner (SPD). Seine Partei legt gegenüber 1974 um 1,1 % Stimmenanteil zu, der Koalitionspartner FDP verliert 0,8 %. Stärkste Kraft bleibt die CDU mit 46,0 % der Stimmen.[8]

### Sonntag, 15. Oktober 1978

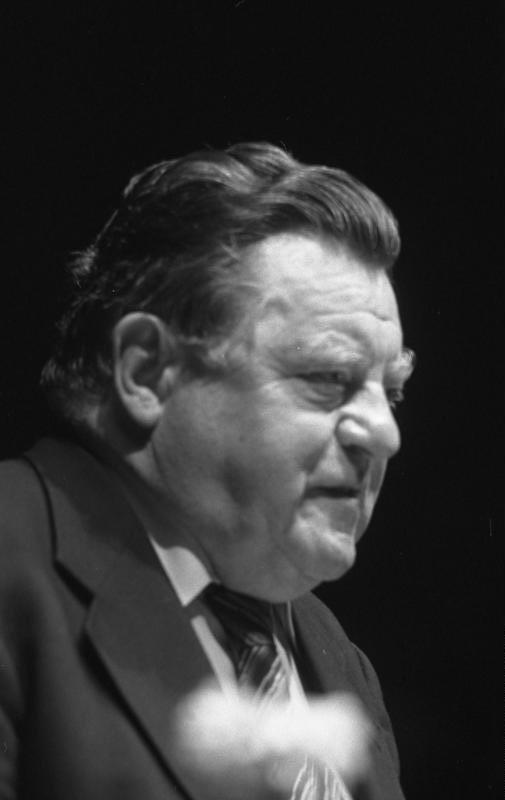
Franz Josef Strauß, neugewählter Bayerischer Ministerpräsident

- München/Deutschland: Bei der Landtagswahl in Bayern erhält Franz Josef Strauß (CSU) den Auftrag der Wähler, das Erbe des nicht mehr kandidierenden Ministerpräsidenten Alfons Goppel anzutreten. Die absolute Mehrheit der CSU sinkt auf 59,1 % Stimmenanteil. Leicht verbessern können sich im Vergleich zur Wahl 1974 die SPD mit 31,4 % und die FDP mit 6,2 %.[9]

### Montag, 16. Oktober 1978

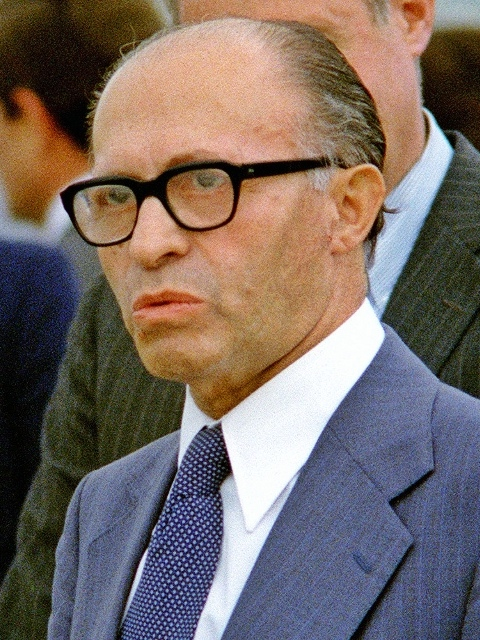
Menachem Begin

- Oslo/Norwegen: Für ihre Bemühungen um Frieden im Nahen Osten werden der ägyptische Staatsmann Anwar as-Sadat und der israelische Ministerpräsident Menachem Begin den diesjährigen Friedensnobelpreis erhalten.[10]
- Stockholm/Schweden: Der Amerikaner Herbert A. Simon wird in diesem Jahr „für seine Erforschung der Entscheidungsprozesse in Wirtschaftsorganisationen“ den Alfred-Nobel-Gedächtnispreis für Wirtschaftswissenschaften erhalten. Der 1902 im Landesteil Polen des Russischen Kaiserreichs geborene Amerikaner Isaac Bashevis Singer erhält in diesem Jahr den Nobelpreis für Literatur. Eines seiner bekanntesten Werke ist Satan in Goraj.[11]

### Dienstag, 17. Oktober 1978

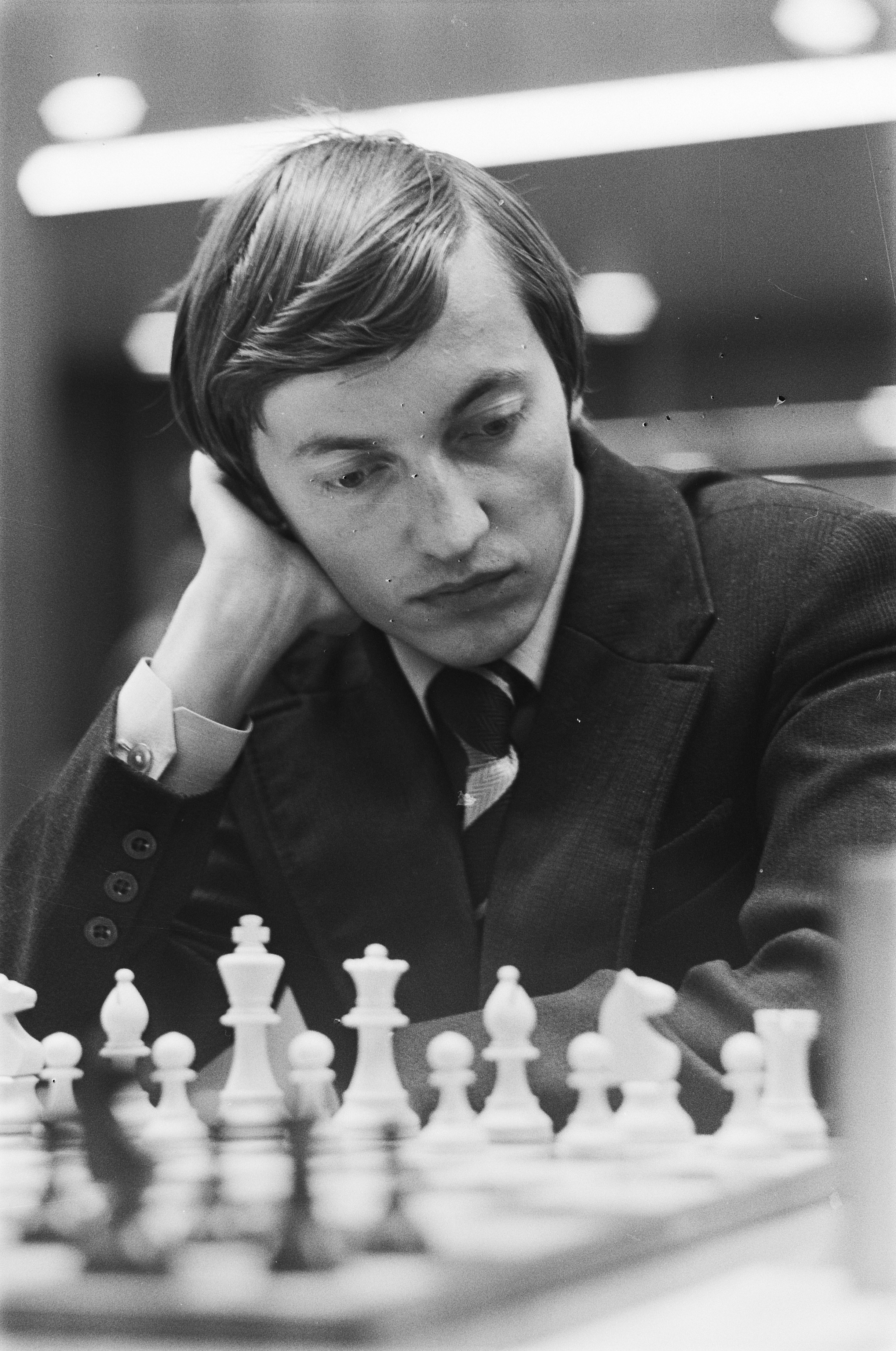
Anatoli Karpow

- Baguio City/Philippinen: Anatoli Karpow aus der Sowjetunion verteidigt in 32 Partien gegen Viktor Kortschnoi seinen Titel als Schachweltmeister. Die Zahl der Partien war zum ersten Mal unbegrenzt, dies führte zu einer angespannten Wettkampfstimmung. Kortschnoi bemängelte, dass der Weltmeister während der Spiele Joghurt aß und dass ihm selbst verweigert wurde, unter der Fahne der Schweiz anzutreten.[12]
- Stockholm/Schweden: Der Brite Peter D. Mitchell wird in diesem Jahr den Nobelpreis für Chemie erhalten. Die Stiftung ehrt seine Entdeckung der Chemiosmotischen Kopplung. Der Nobelpreis für Physik wird in diesem Jahr an Pjotr Leonidowitsch Kapiza (Sowjetunion) für seine Erfindungen und Entdeckungen in der Tieftemperaturphysik sowie an den 1933 in München geborenen Amerikaner Arno Penzias und seinen Landsmann Robert Woodrow Wilson für ihre Arbeiten zur kosmischen Mikrowellenhintergrundstrahlung verliehen. Den Nobelpreis für Physiologie oder Medizin werden der Schweizer Werner Arber sowie die Amerikaner Daniel Nathans und Hamilton Othanel Smith „für ihre Entdeckung der Restriktionsenzyme und die Anwendung dieser Enzyme in der Molekulargenetik“ erhalten.[13]
- Tokio/Japan: Der Yasukuni-Schrein für gefallene Militärangehörige würdigt ab heute auch den ehemaligen Premierminister von Japan Tōjō Hideki, der in den 1940er Jahren dafür verantwortlich war, dass sich der Zweite Japanisch-Chinesische Krieg zum Pazifikkrieg mit weit über 10 Millionen Todesopfern entwickelte.[14]

### Mittwoch, 18. Oktober 1978
- Stockholm/Schweden: Als neuer Ministerpräsident wird Ola Ullsten von der Volkspartei Die Liberalen vereidigt. Er führt eine Minderheitsregierung an.[15]

### Samstag, 21. Oktober 1978
- Leipzig/Deutschland: In der JVA Leipzig wird an Johannes Kinder in der Zentralen Hinrichtungsstätte der DDR nach dessen Verurteilung als Kriegsverbrecher des Zweiten Weltkriegs das Todesurteil vollstreckt.[16]

### Sonntag, 22. Oktober 1978

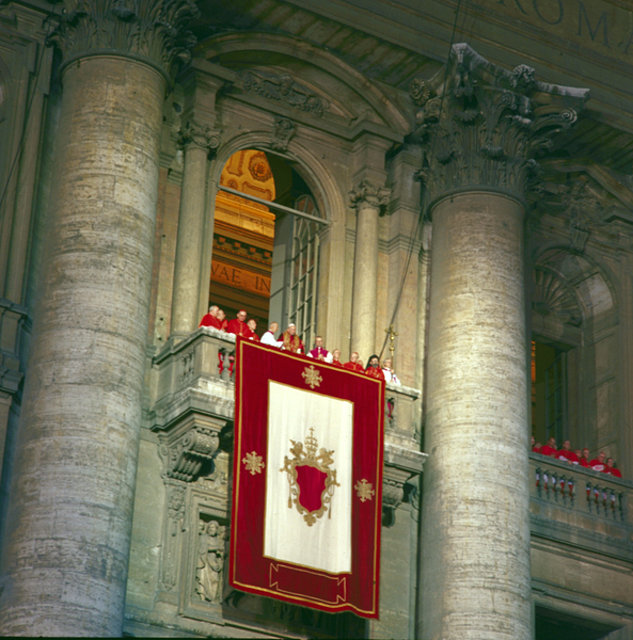
Vatikanstadt

- Frankfurt am Main/Deutschland: Die schwedische Schriftstellerin Astrid Lindgren erhält den Friedenspreis des Deutschen Buchhandels.[17]
- New York/Vereinigte Staaten: Die Norwegerin Grete Waitz stellt einen neuen Weltrekord im Damen-Marathon auf. Beim New-York-City-Marathon absolviert sie die 42,195 km in 2 Stunden 32 Minuten 30 Sekunden und unterbietet die Bestmarke der Deutschen Christa Vahlensiecks von 1977 um 138 Sekunden.[18]
- Vatikanstadt: Mit dem Polen Karol Wojtyła wird erstmals ein Slawe als Papst der Römisch-katholischen Kirche eingeführt. Wojtyła beginnt seine erste Rede als Johannes Paul II. mit den Simon-Worten: „Du bist der Messias, der Sohn des lebendigen Gottes.“[19]

### Mittwoch, 25. Oktober 1978
- Ludwigshafen/Deutschland: Der 26. Bundesparteitag der CDU geht zu Ende. Die Delegierten beschlossen ein Grundsatzprogramm mit dem Titel „Freiheit, Solidarität, Gerechtigkeit“, dessen erster Satz lautet: „Die Christlich Demokratische Union Deutschlands ist eine Volkspartei.“[20]

### Freitag, 27. Oktober 1978
- Darmstadt/Deutschland: Die Deutsche Akademie für Sprache und Dichtung verleiht den Georg-Büchner-Preis an den Deutschen Hermann Lenz.[21]

### Montag, 30. Oktober 1978
- Kagera/Tansania: Die Streitkräfte Ugandas besetzen auf Befehl ihres diktatorischen Herrschers Idi Amin mit 3.000 Mann die nördlichste Region Tansanias. Im Gegensatz zu kleineren Vorstößen im Lauf des Oktobers kann Tansania den Angriff diesmal nicht abwehren.[22]